# Juraj Horváth (soudce)
Juraj Horváth (24. duben 1947, Békéscsaba, Maďarsko – 8. červenec 2014) byl soudce Ústavního soudu Slovenské republiky.

## Život
Vystudoval Právnickou fakultu UK v Bratislavě. Zastával funkci podnikového právníka v zemědělských družstvech Zemianska Olča, Vrbová nad Váhom a Marcelová. Od roku 1993 působil jako komerční právník v Komárně a od roku 1999 jako advokát s hlavním zaměřením na obchodní právo, správní právo a pozemkové právo. Za soudce Ústavního soudu byl jmenován 4. července 2002.